# Lądowisko Wrocław-4 Wojskowy Szpital Kliniczny
Lądowisko Wrocław-4 Wojskowy Szpital Kliniczny – lądowisko sanitarne we Wrocławiu, w województwie dolnośląskim, położone przy ul. Rudolfa Weigla 5. Przeznaczone jest do wykonywania startów i lądowań śmigłowców sanitarnych i ratowniczych w dzień i w nocy o dopuszczalnej masie startowej do 5700 kg.
Zarządzającym lądowiskiem jest Komendant 4 Wojskowego Szpitala Klinicznego z Polikliniką SP ZOZ we Wrocławiu. W roku 2009 zostało wpisane do ewidencji lądowisk Urzędu Lotnictwa Cywilnego pod numerem 52.